# Gai Servili Casca (tribú)
Gai Servili Casca (en llatí Caius Servilius Casca) va ser un magistrat romà. Formava part de la gens Servília, i pertanyia a la branca familiar dels Casca.
Va ser elegit tribú de la plebs el 212 aC any que el seu parent Marc Postumi, un terratinent de terres públiques, va ser acusat de frau, i li va demanar ajut. Però Casca era massa honest o potser massa tímid i no va voler influir per evitar la seva condemna.